# Augustin Mannerheim
Augustin Mannerheim, född den 17 augusti 1915, död 30 augusti 2011, var svensk friherre, jägmästare, lyriker och psalmförfattare.

## Biografi
Augustin Mannerheim var son till Johan Mannerheim och dennes hustru Sophie Palæmona Treschow (död 1948) samt brorson till marskalken, sedermera Finlands president, Gustaf Mannerheim. Hans föräldrar flyttade 1904 från Finland till Sverige, och genom sonen erhöll ätten Mannerheim, vilken tidigare utdött i Sverige, 1947 förnyad representationsrätt i den svenska föreningen Riddarhuset. 
Mannerheim studerade på 1930-talet i Uppsala och kom därvid att, tillsammans med bland andra Carl-Erik af Geijerstam och Karl-Gustaf Hildebrand, tillhöra den litterära studentkrets som kallades "skaldernas matlag". Han valde dock så småningom att byta studierna i litteraturvetenskap mot en jägmästarutbildning; detta för att kunna överta och driva fädernegodset Grensholm, vilket han gjorde fram till 1982. Förutom godsägarvärvet och författandet ägnade han sig åt forskning inom metrik och musikvetenskap. Han utnämndes till filosofie hedersdoktor vid Linköpings universitet 1997.
På uppdrag av psalmbokskommittén 1969 bearbetade, nyöversatte och kommenterade Augustin Mannerheim äldre psalmer. De finns samlade i Gamla psalmisters röst (1982).
"I sin diktning använder han bilder från sina åkrar, sin gård, dess park och dess allé för att ställa de stora existentiella frågorna. I många av dikterna finns en orgelton, en fuga som sänder sitt tema genom de olika diktraderna” har Bo Lennart Anbäcken skrivit om Mannerheims poesi. 
Mannerheim nyöversatte bland annat Goethes poesi till svenska, och 2007-2009 publicerade han en stor del av dennes dikter i tidskriften Aorta. 
Augustin Mannerheim ärvde Grensholm vid Roxen, som han ägde till 1982.
Augustin Mannerheim gifte sig 1940 med barn- och ungdomspsykiatern Brita Mannerheim, född Danell (1916–2011). Paret hade fyra barn.

## Tolkningar
- Goethe, Johann Wolfgang von; Mannerheim Augustin (2011). Livskälla ur döden sprungen. Lund: Ellerströms. Libris 12071315. ISBN 978-91-7247-256-3
- Mannerheim Augustin, red (1982). Gamla psalmisters röst: 21 överföringar. Uppsala: Pro veritate. Libris 417632
- En blomma uti öknen stod (Sv.ps.347), bearbetning

## Priser och utmärkelser
- 2011 – Zibetska priset
- 2011 – Samfundet De Nios Särskilda pris